# Dänische Badmintonmeisterschaft 1947
Die Dänische Badmintonmeisterschaft 1947 fand in Kopenhagen statt. Es war die 17. Austragung der nationalen Titelkämpfe im Badminton in Dänemark.

## Titelträger
| Disziplin    | Sieger                                                        |
| ------------ | ------------------------------------------------------------- |
| Herreneinzel | Jørn Skaarup, Nykøbing F.                                     |
| Dameneinzel  | Kirsten Thorndahl, Amager BC                                  |
| Herrendoppel | Jørn Skaarup, Nykøbing F. Preben Dabelsteen, Frederiksberg BK |
| Damendoppel  | Agnete Friis Tonny Ahm, Gentofte BK                           |
| Mixed        | Poul Holm Aase Schiøtt Jacobsen, Gentofte BK                  |